# Aqualung (Album)
Aqualung ist das vierte Studioalbum der britischen Progressive-Rock-Band Jethro Tull aus dem Jahr 1971. Kritiker bezeichnen das Werk als einen wesentlichen Meilenstein der Rockmusik.

## Entstehung und Veröffentlichung
Die Erstveröffentlichung von Aqualung erfolgte am 19. März 1971 bei Chrysalis Records und Island Records. Das Album erschien in seiner Originalausführung als LP mit elf Titeln (Katalognummer: 6302 001). Das komplette Album erschien darüber hinaus auch als Quadrofonie-Album. Dabei wurden die Songs durch die Möglichkeit für vier Kanäle völlig neu abgemischt, zum Teil erschienen diese auch mit anderen Titellängen. Zum 25-jährigen Jubiläum erschien erstmals eine CD-Ausführung mit sechs Bonustiteln am 26. Juni 1996 (Katalognummer: 52213 2). Hierfür wurde unter anderem der Titel Wind Up in der Quadrofonieversion auf zwei Kanäle herabgemischt wiederveröffentlicht. Zum 40-jährigen Jubiläum erschien am 28. Oktober 2011 die Originalausführung als CD, mit der Bonus-CD Aqualun – Additional Recordings 1970-71 (Katalognummer: 0879992). Es beinhaltet unter anderem neue Abmischungen von Steven Wilson und zusätzlichen Aufnahmen aus der Zeit der Erstveröffentlichung. Im Folgejahr erschien eine Remixvariante bei Parlophone am 22. Mai 2015 (Katalognummer: 0825646146604). Am 22. April 2016 wurde die 40-jährige Jubiläumsedition nochmals bei Warner Music mit drei zusätzlichen DVDs aufgelegt (Katalognummer: 2564648708).
Geschrieben wurden alle Lieder von Jethro-Tull-Frontmann Ian Anderson, einer zusammen mit Jennie Anderson. Ian Anderson zeichnete zudem mit Terry Ellis für die Produktion verantwortlich.

## Besetzung
Neben Ian Anderson und Martin Barre wirkt Clive Bunker mit, für den es sein letztes Jethro-Tull-Album war, und John Evan, der erstmals festes Mitglied der Band war, sowie Jeffrey Hammond-Hammond, für den es das erste Album mit Jethro Tull war. Für die Orchesterarrangements war David Palmer zuständig, der später ebenfalls Mitglied von Jethro Tull wurde.
Die Texte und Kompositionen stammen von Ian Anderson. Umstritten ist, dass, wie auf dem Album selbst vermerkt, Andersons damalige Frau Jennie Anderson den Text zum Titelsong beisteuerte. Anderson gab später in Interviews an, er habe sich von ihren Fotografien und ihrer Beschreibung von Obdachlosen im Süden Londons zu der Person des besungenen Obdachlosen Aqualung und schlussendlich zum gesamten Liedtext inspirieren lassen.

## Stil
Auf dem Album werden verschiedene Musikstile kombiniert. Rudolf Öller sieht hier „Klangmythen aus früheren Epochen […] in ein Gerüst aus Blues-Rock und klassischen Zitaten eingebaut“. Die Musikstile reichen über Folk und Klassische Musik bis hin zum Hardrock. Das Intro von Locomotive Breath beispielsweise beginnt als romantisches Klavierstück, das nach einigen Jazzakkorden in eine Bluesimprovisation von Klavier und Gitarre übergeht und in einem einprägsamen Hardrock-Riff endet.
Die vielen Instrumente werden als „interessant, aber nicht störend“ empfunden.

## Inhalt
Die von Kritikern und Fans oft geäußerte Vermutung, Aqualung sei ein Konzeptalbum, wurde von Ian Anderson zurückgewiesen. Im Gegensatz zu den beiden späteren Konzeptalben Thick as a Brick und A Passion Play, auf denen die Lieder ineinander übergehen, sind sie auf diesem Album durch Pausen voneinander getrennt.
Die Songtexte kritisieren vor allem die mangelnde Fähigkeit etablierter Religionen, durch eine Institutionalisierung des Glaubens den Kontakt eines Individuums zu Gott herzustellen. Außerdem werden gesellschaftliche Missstände und die Probleme des britischen Schulsystems thematisiert. Im Titelsong wird von einem alten, verwahrlosten und kranken Mann berichtet, der auf einer Parkbank sitzend jungen Mädchen hinterherschaut, Zigarettenkippen aufsammelt, und sich als tote Ente sehend, Teile seines zerbrochenen Glücks ausspuckt. „Aqualung“ wird er genannt, weil seine den Tod ankündigende Rasselatmung, wie die Geräusche eines Tiefseetauchgerät-Atemreglers klingt. Das rockige Stück enthält ein markantes Gitarrensolo von Martin Barre. Cross-Eyed Mary erzählt von der schielenden Mary, die sich mit „porösen, grauen“ Herren einlässt – sie sieht auch „Aqualung“. Das Stück beginnt mit einem Mellotron-Solo, ist aber ebenfalls rockig und zeichnet sich durch markante Riffs von E-Gitarre und Querflöte aus. Cheap Day Return („Rückfahrtageskarte“) ist eines von drei kurzen, akustischen Stücken. Anderson sinniert über die Unterbringung seines Vaters im Krankenhaus und erzählt, dass die Krankenschwester ein Autogramm erbeten hat. Das folkige Mother Goose wird durch akustische Instrumente dominiert. Der Text handelt von einem Spaziergang durch den Londoner Stadtteil Hampstead und schildert skurrile Begebenheiten. Das Liebeslied Wond’ring Aloud gehört zu den kurzen akustischen Stücken auf dem Album. Die ursprüngliche Fassung war länger und wurde auf späteren Alben veröffentlicht. Das Stück Up to Me ist ein humorvolles Stück, überwiegend mit akustischen Instrumenten gespielt. Der Titel wird im Lied auf unterschiedliche Art gedeutet, als „hoch zu mir“ und als „meine Sache“.
Das längere Stück My God handelt von dem Verhältnis von Gott und Jesus zur Kirche, die scharf kritisiert wird. Das Stück weist eine hohe Dynamik auf und enthält ein langes Querflötensolo. Jethro Tull spielten das Lied bereits über ein halbes Jahr vor der Albumveröffentlichung auf dem Isle of Wight Festival. Hymn 43 ist durch rockige Instrumentierung mit Hardrock-Riffs geprägt. Der Text richtet sich an Gott und Jesus. Jesus’ Rolle als Erlöser wird mit dem Ratschlag konterkariert, dass er sich selber von seiner Kirche erlösen lassen solle. Slipstream ist ein weiteres kurzes Stück mit sparsamer Instrumentierung. In dem poetischen Text wird eine Person beschrieben, die ihr letztes Geld an einen Kirchenvertreter gibt, der dafür aber eine Rechnung präsentiert. Locomotive Breath gilt als das populärste Stück Jethro Tulls. Nach einer jazzigen Einleitung durch Evans Klavierspiel wird es mit einem stampfenden Rhythmus, einem markanten Gitarrenriff und der rockig geblasenen Querflöte zu einem Hardrocksong. Es handelt von einem Mann, der auf einer Dampflokomotive ungebremst seinem Untergang entgegenfährt – sinnbildlich für einen vermeintlichen Verlierer, indem der Verlust der Frau an einen Liebhaber und den Kontakt zu seinen Kindern als Abspringen vom Zug an verschiedenen Stationen beschrieben wird. Letzter Titel ist Wind Up, das das Thema „Gott und Kirche“ aufnimmt. Anderson singt, dass er als Schüler gedrängt wurde, die Regeln der Kirche zu befolgen. Gott habe ihm aber gesagt, dass er (Gott) nicht jeden Sonntag aufgezogen werden müsse wie eine Uhr. Der Text ist eine beißende Kritik an der Kirche. Das Stück beginnt und endet harmonisch, der Mittelteil orientiert sich musikalisch am Hardrock.

## Artwork
Das Titelbild zeigt das Aquarell eines gebückt stehenden langhaarigen, bärtigen Mannes im langen Mantel vor einem schäbigen Hintergrund. Er trägt die Züge von Ian Anderson. Braune, grüne und gelbe Farben überwiegen, der gebrochene Schriftzug von Albumtitel und Bandname ist weiß. Auf der Innenseite findet sich ein weiteres Aquarell, das die Band in mittelalterlichen Kostümen in einem gotisch anmutenden Gebäude darstellt. Auf der Albumrückseite sieht man den Mann der Vorderseite auf einem Bürgersteig sitzend; neben ihm steht ein Hund. Alle Aquarelle wurden von Burton Silverman geschaffen.
In dem 1989 erschienenen Lied Strange Avenues auf dem Album Rock Island singt Anderson von einem Alkoholiker auf der Straße, der „wie das Cover einer Platte von 1971“ aussieht.
Die originale Schallplattenveröffentlichung besitzt ein Klappcover aus Karton mit Leinenprägung, die den Eindruck eines Gemäldes vermittelt.

## Titelliste

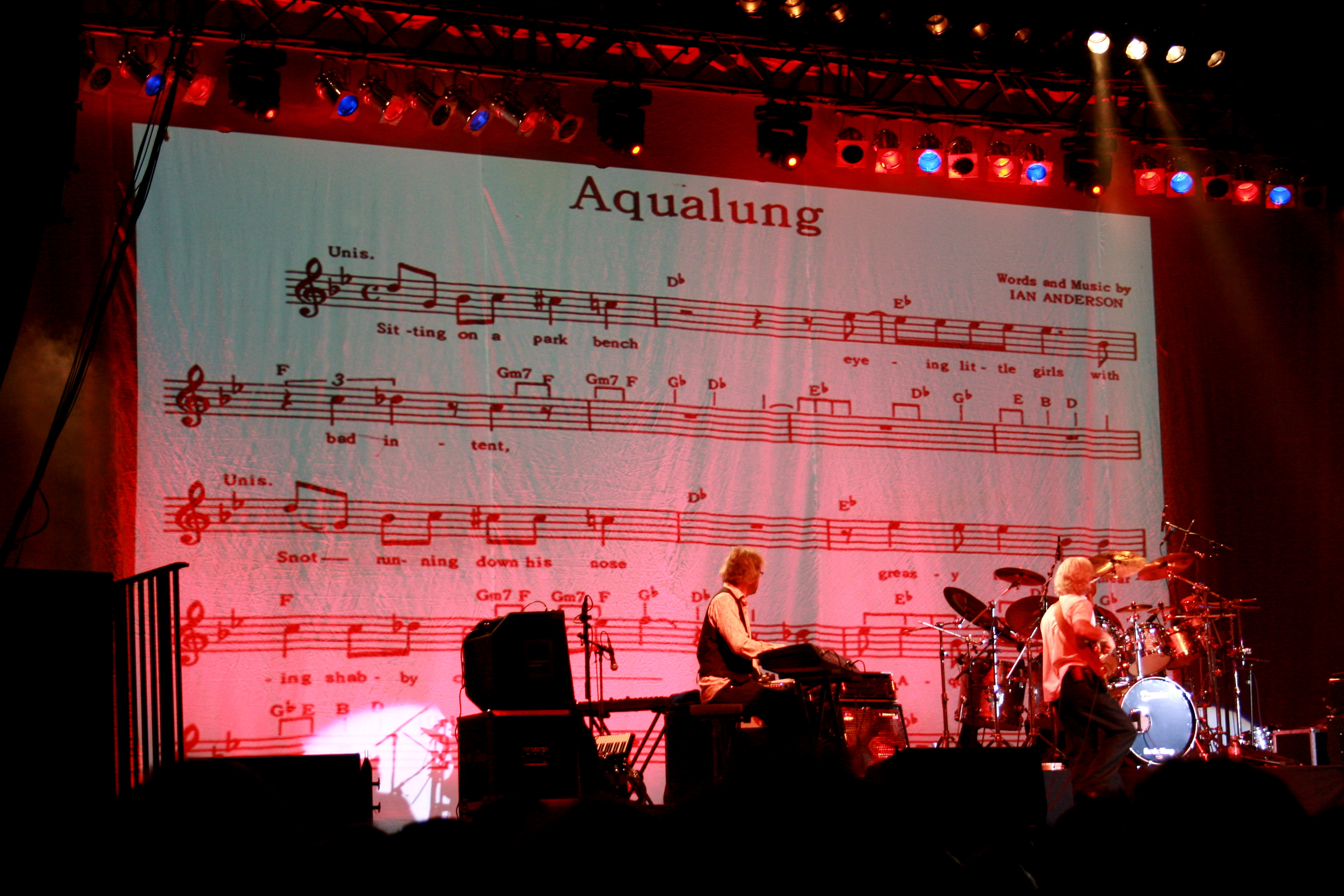
Der Anfang des Songs Aqualung im Hintergrund eines Konzertes (Wuppertal 2009)

### Original
Seite 1 – Aqualung
1. Aqualung (6:34)
2. Cross-Eyed Mary (4:06)
3. Cheap Day Return (1:21)
4. Mother Goose (3:51)
5. Wond’ring Aloud (1:53)
6. Up To Me (3:14)

Seite 2 – My God
1. My God (7:08)
2. Hymn 43 (3:15)
3. Slipstream (1:12)
4. Locomotive Breath (4:23)
5. Wind-Up (6:01)

### 25th Anniversary Special Edition
1. Aqualung (6:37)
2. Cross-Eyed Mary (4:09)
3. Cheap Day Return (1:23)
4. Mother Goose (3:53)
5. Wond’ring Aloud (1:55)
6. Up To Me (3:14)
7. My God (7:12)
8. Hymn 43 (3:19)
9. Slipstream (1:13)
10. Locomotive Breath (4:26)
11. Wind-Up (6:07)
12. Lick Your Fingers Clean (2:46)
13. Wind-Up (Quad Version) (5:23)
14. Excerpt from the Ian Anderson Interview (13:58)
15. A Song For Jeffrey (2:51)
16. Fat Man (2:56)
17. Bourée (3:58)

## Rezeption
Das Album bekam überwiegend gute Kritiken, beispielsweise von Bruce Eder, der das Album mit viereinhalb von fünf Sternen bewertete. Ein Review auf der Website des Rolling Stone findet Aqualung zu ernst und mit zu viel „deplazierter Emotion“, obwohl der Rezensent die Musik an sich mag. In einer späteren Ausgabe wurde das Album jedoch auf Platz 337 der „größten Alben aller Zeiten“ gewählt. Im Juli 2010 kürte die britische Musikzeitschrift Classic Rock Aqualung zu einem der 50 Musikalben, die den Progressive Rock prägten.
Das erfolgreichste Stück von Aqualung, Locomotive Breath, das auch auf zahlreichen Live- und Best-of-Alben vorhanden ist, erreichte große Popularität. Es gilt als „Klassiker“. Weiterhin erreichten Songs wie My God und Aqualung weltweite Popularität.
Martin Barres Gitarrensolo in Aqualung wurde vom Fachblatt Guitar Player auf Platz 25 der besten Gitarrensoli der Geschichte gewählt.
Im Jahr 2020 erklärte Ian Anderson, an der chronisch obstruktiven Lungenerkrankung (engl. COPD) zu leiden. Zum 50. Jubiläum der Veröffentlichung wurde in der Fachzeitschrift Der Anaesthesist ein Artikel, welcher sich basierend auf dem Liedtext von Aqualung mit den medizinischen Auswirkungen von Wohnungslosigkeit und der Rasselatmung auseinandersetzt, publiziert.

## Kommerzieller Erfolg

### Chartplatzierungen
Aqualung avancierte zum Top-10-Album in Norwegen (Rang 3), im Vereinigten Königreich (Rang 4), Deutschland (Rang 5) und den Vereinigten Staaten (Rang 7).
| ChartsChartplatzierungen       | Höchstplatzierung | Wochen |
| ------------------------------ | ----------------- | ------ |
| Deutschland (GfK)              | 5 (34 Wo.)        | 34     |
| Österreich (Ö3)                | 60 (1 Wo.)        | 1      |
| Vereinigte Staaten (Billboard) | 7 (76 Wo.)        | 76     |
| Vereinigtes Königreich (OCC)   | 4 (23 Wo.)        | 23     |

| ChartsJahrescharts (1971) | Platzierung |
| ------------------------- | ----------- |
| Deutschland (GfK)         | 15          |

### Auszeichnungen für Musikverkäufe
Mit rund sieben Millionen verkauften Tonträgern ist Aqualung das kommerziell erfolgreichste Jethro-Tull-Album.
| Land/Region                  | Auszeichnungen für Musikverkäufe (Land/Region, Auszeichnung, Verkäufe) | Verkäufe  |
| ---------------------------- | ---------------------------------------------------------------------- | --------- |
| Deutschland (BVMI)           | Gold                                                                   | 250.000   |
| Italien (FIMI)               | Gold                                                                   | 25.000    |
| Vereinigte Staaten (RIAA)    | 3× Platin                                                              | 3.000.000 |
| Vereinigtes Königreich (BPI) | Gold                                                                   | 100.000   |
| Insgesamt                    | 3× Gold · 3× Platin ·                                                  | 3.375.000 |